# Kleopatra (Gattin Philipps II.)
Kleopatra (altgriechisch Κλεοπάτρα Kleopátra; * um 353 v. Chr.; † 336 v. Chr.) war die letzte Gemahlin des makedonischen Königs Philipp II.
Sie entstammte der makedonischen Oberschicht; sie war die Schwester des Hippostratos sowie die Nichte des Attalos, der als bedeutender Feldherr Philipps II. fungierte. Der spätere Flottenkommandant Hegelochos war möglicherweise ihr Neffe.

## Leben
337 v. Chr. ehelichte der 45-jährige Makedonenkönig die zu diesem Zeitpunkt etwa 16- bis 17-jährige Kleopatra. Diese Hochzeit erfolgte zumindest aus Sicht Philipps II. aus echter Liebe, bewirkte aber auch seine endgültige Trennung von seiner eifersüchtigen Hauptgemahlin Olympias, die aus Epirus – somit nach makedonischer Betrachtung aus dem Ausland – stammte und bei Hof sehr unpopulär war. Ihr Sohn, Alexander der Große, geriet während der Feierlichkeiten nach der Heirat mit Kleopatras Onkel Attalos in Streit, da dieser meinte, Philipp könnte jetzt mit Kleopatra einen echtbürtigen Sohn zeugen. Attalos’ Äußerung bezog sich auf Olympias’ ausländische Herkunft und stellte für Alexander nicht nur eine große Beleidigung, sondern sogar eine Bedrohung für seine Nachfolge als makedonischer König dar. Philipp ergriff aber für Attalos Partei und soll seinen Sohn Alexander sogar mit dem Schwert bedroht haben.
Alexander verließ seinen Vater nach diesem für ihn so unerfreulichen Ereignis und nahm mit seiner Mutter bei deren Bruder, dem König Alexander von Epirus, Quartier. Zwar kam Alexander, anscheinend versöhnt, ein halbes Jahr später zu seinem Vater zurück, doch seine Mutter blieb bei ihrem Bruder. Die Hintergründe für die bald darauf erfolgte Ermordung Philipps II. durch Pausanias (Juli 336 v. Chr.) waren schon in der Antike umstritten. Angeblich beging Pausanias diesen Mord, weil er von Attalos und Kleopatra beleidigt worden war und der König ihm eine Entschädigung dafür verweigerte. Nach einer anderen These war dagegen Olympias am Attentat beteiligt, da sie ihrem Gemahl seine letzte Beziehung mit Kleopatra nicht verziehen habe.
Kleopatra hatte kurz vor dem Attentat auf ihren Gatten ein Kind zur Welt gebracht, das die aus dem Exil zurückgekehrte Olympias auf dem Schoß seiner Mutter töten ließ. F. Stähelin glaubt, dass dieses Baby das einzige Kind Kleopatras war, nämlich ein Europe genanntes Mädchen, und dass der von Alexander umgebrachte kleine Stiefbruder namens Karanos nicht von Kleopatra stammte, weil Europe nach dem Zeugnis des Satyros von Kallatis ihr einziges Kind war und auch Iustinus nur von der Ermordung ihrer Tochter redet. Vielleicht wollte Alexander solche Racheaktionen seiner Mutter verhindern, da er sie wegen einer während seiner Absenz verübten Misshandlung Kleopatras rügte. Diese musste sich jedoch auf Befehl Olympias’ erhängen. Der Bericht des Reiseschriftstellers Pausanias, wonach Olympias die Kleopatra und ihren angeblichen Sohn in einen Eisenkessel sperren und durch darunter entfachtes Feuer langsam verschmoren hätte lassen, ist in den Bereich der Fantasie zu verweisen.